# Tartu Punane
Tartu Punane es una variedad cultivar de ciruelo (Prunus domestica), de las denominadas ciruelas europeas.
Una variedad de ciruela criada por Aleksander Kurvits en el jardín de su casa en Tartu, procedente de la siembra de semilla obtenida por polinización abierta de 'Victoria' en 1937.
Las frutas de tamaño mediano a grande de forma ovalada, su epidermis con un color principal verde, que se cubre de rojo rosa oscuro en la mayor parte de la superficie del fruto, y pulpa de color amarillenta, agridulce, buena, en su sabor a veces se puede notar el sabor ligeramente amargo de la piel de la fruta.

## Sinonimia
- "Roja de Tartu".

## Historia
'Tartu Punane' variedad de ciruela europea que fue criada por Aleksander Kurvits en el jardín de su casa en Tartu, procedente de la siembra de semilla obtenida por la polinización abierta de 'Victoria' en 1937, una planta de élite entre las plantas cultivadas a partir de semillas de polinización abierta, que recibió gran atención después de la guerra fue premiado, ya en 1951 se incluyó en las variedades perspectivas del surtido recomendado de Estonia bajo el nombre 'Tartu Punane' en la nomenclatura y fue promovida a las principales variedades en 1957.
En 1960 se formalizó como variedad de ciruela a nivel nacional, para comparación de variedades fue plantada en 1961. El certificado de derechos de autor nº 1320 se emitió en Moscú el 8 de diciembre de 1961. Así fue A. Kurvits sobre certificados de autoría en el mismo día para cuatro variedades de ciruela (entre ellas 'Tartu kaunitarile', 'Tartu kollasele' y 'Tartu Värvilisele'). La 'Tartu Punane' resultó ser mejor que las otras variedades de ciruela del obtentor. De 1967 a 1972 fue sin embargo, en la lista recomendada sólo se puede cultivar en zonas costeras e islas. Luego fue abandonado, porque la resistencia al invierno no se consideró lo suficientemente buena. Sin embargo, volvieron a incluir a 'Tartu Punane' y entre 1995 a 2000 volvió a estar incluido en el surtido recomendado.
Variedad descrita por: Pomología de Estonia, 1970; Kask, 1984, 1992; A. y E. Jaama, 1990. Para el nombre de la variedad, se ha utilizado la ortografía de los nombres de las variedades según las normas del idioma estonio.

## Características
'Tartu Punane' es un árbol de porte erguido, es de mediana altura. Una de las mejores variedades en Estonia en términos de rendimiento: En el campo experimental de Saaremaa en el punto de ensayo de variedades se ha obtenido un promedio de 45 kg (1972), 71 kg (1974), 76 kg (1976) y 56 kg (1977) por árbol. En los años transcurridos se obtuvieron alrededor de 20 kg. También fertiliza satisfactoriamente con su propio polen. La resistencia al invierno no es muy buena. En inviernos muy duros (por ejemplo, 1978/1979) casi todo quedó destruido árboles a la superficie de la nieve. Según E. Pärtel (1962-1979), los árboles de Polli resultaron dañados por la plaga de las hojas y pan de plata en promedio. Flor blanca, que tiene un tiempo de floración que comienza a partir del 13 de abril con el 10% de floración, para el 17 de abril tiene una floración completa (80%), y para el 29 de abril tiene un 90% de caída de pétalos.
'Tartu Punane' tiene una talla de tamaño medio a grande de 25...40 g, ovalada, su epidermis con un color principal verde, que se cubre de rojo rosa oscuro en la mayor parte de la superficie del fruto, recubierta de pruina, muy fina; sutura con línea poco visible, de color algo más oscuro que el fruto; pedúnculo de longitud mediano, fuerte, con una longitud promedio de 11.05 mm; pulpa de color amarillenta, agridulce, buena. Sabor a veces se puede notar el sabor ligeramente amargo de la piel de la fruta. Durante siete temporadas el laboratorio químico de Polli ha obtenido unos datos de análisis promedios, los frutos contenían 8,0% de azúcares, 1,55% de ácidos y 7 m% de vitamina C.
Hueso no adherente, mediano, alargado, asimétrico, con el surco dorsal muy ancho, zona ventral poco sobresaliente, superficie rugosa.
Su tiempo de recogida de cosecha se inicia en su maduración en la segunda quincena de agosto y en el norte de Estonia a principios de septiembre.

## Usos
Son buenas como ciruelas frescas de postre en mesa, también apto para hacer puré, pero sabe a compota. significativamente por debajo del promedio.